# 广西土黄芪
广西土黄芪（学名：Nogra guangxiensis）为豆科土黄芪属下的一个种。其种加词“guangxiensis”意为“广西的”。